# Гинтер, Иван Яковлевич
Иван Яковлевич Гинтер (1670, Данциг — 9 февраля 1729, Москва) — третий по счёту генерал-фельдцейхмейстер русской императорской армии.

## Биография
Иван Гинтер родился в 1670 году в Данциге (ныне Гданьск) в семье поручика фон Гинтера, служившего в годы Тридцатилетней войны в шведской армии. Начал службу там же в гренадерах, позже служил «в пушкарях и бомбардирах» в голландской армии. В 1698 году российский царь Пётр I, будучи в Нидерландах, пригласил Ивана и его брата Якова на русскую службу, с тем чтобы в России «им быть первыми бомбардирами и огнестрельными мастерами», с жалованьем каждому по 24 рубля в месяц.
Поступил капитаном в бомбардирскую роту Преображенского полка и участвовал во всех войнах Петра I. За Нарвский поход (1700) получил чин майора, покорение Шлиссельбурга в 1702 году принесло ему чин подполковника артиллерии. Далее участвовал во взятии Ниеншанца, Нарвы и Митавы. 
В 1706 году получил чин полковника, в 1708 году — генерал-майора. 
Во время Полтавской битвы (1709) руководил войсками, охранявшими укреплённый лагерь русской армии.
В 1711 году участвовал в неудачном Прутском походе, в 1716 возглавил артиллерию, собранную для высадки в Шонию. 
В 1719 году ему была поручена оборона Ревельского побережья против англичан, в том же году стал членом Государственной Военной коллегии.
В 1726 году, после увольнения в отставку Я. В. Брюса, получил в управление русскую артиллерию и чин генерал-лейтенанта, в 1727 году произведен в полные генералы. В 1728 году император Пётр II утвердил его в звании российского генерал-фельдцейхмейстера.
Иван Яковлевич Гинтер умер 9 февраля 1729 года в городе Москве.